# برنت الی
برنت الی (به انگلیسی: Brent Eleigh) یک روستا و محله مدنی در بریتانیا است که در Babergh واقع شده‌است. برنت الی ۱۷۴ نفر جمعیت دارد.